# 2016년 프랑스 시위 및 파업
 2016년 프랑스 시위 및 파업은 프랑스의 노동법에 반대하는 사회 운동은 2016년 3월 9일부터 9월 15일까지 프랑스 영토에서 일어난 파업과 시위의 전국적인 운동이다.
노조가 이 텍스트를 의회에 제출하기로 한 결정을 알게 된 직후 시작된 시위는 2013년 동성 결혼을 개방하는 법에 반대하고 2015년 1월 "공화주의 행진"과 함께 프랑수아 올랑드 대통령의 가장 중요한 시위 중 하나였다.
대통령 대다수 내에서조차, "침략자"로 묘사된 일부 사회주의 의원들은 항의 운동을 지지하며, 마누엘 발스 정부가 헌법 49조 3항에 따라 책임을 지도록 이끌었다.
이러한 노동조합과 전문적인 요구와 병행하여 이러한 사회 운동은 노동법에 반대하는 시위에서 생겨났고 주최자들이 원하는 참여 민주주의의 원칙에 따라 위원회로 조직되었다. 그 운동은 어떤 정치 단체나 노동조합과도 관련이 없다고 주장했다.
9월에 에마뉘엘 마크롱 대통령이 시작한 노동법 개정에 항의하기 위해 노동법 반대 운동이 덜 대규모로 다시 나타났다.

## 같이 보기
- 2023년 프랑스 폭동
- 2010년 프랑스 연금개혁법 반대 시위
- 프랑스의 68운동
- 노란 조끼 운동